# Riethnordhausen (Wallhausen)
Riethnordhausen è un paese ed ex comune tedesco di 563 abitanti. 

Localizzazione di Riethnordhausen nel comune di Wallhausen

Appartiene al circondario di Mansfeld-Harz Meridionale, nella Sassonia-Anhalt. Dal 1º luglio 2009 è stato incorporato nel comune di Wallhausen, del quale costituisce una frazione. È ubicato tra Kelbra e Artern/Unstrut, a sud-ovest di Sangerhausen e a nord-est del Kyffhäuser.